# Schwaigern
Schwaigern (tiếng Đức: [ˈʃvaɪɡɐn] ⓘ) là một thị trấn thuộc huyện Heilbronn, bang Baden-Württemberg, Đức. Nơi đây nằm cách Heilbronn 12 km về phía tây.

## Danh sách thị trưởng
- Friedrich Benzlen (1826–1868)
- August Liomin (1868–1893)
- Karl Essich (1893–1918)
- Max Neunhoeffer (1919–1933)
- Karl Spingler (1933–1939)
- Fritz Siegele (1941–1945)
- Friedrich Vogt (1945–1954)
- Hellmut Zundel (1954–1963)
- Horst Haug (1963–1999)
- Johannes Hauser (1999–2015)
- Sabine Rotermund (từ năm 2015)

## Địa phương kết nghĩa
Schwaigern kết nghĩa với:
- Pöndorf, Áo (1988)
- La Teste-de-Buch, Pháp (2004)
- Nottwil, Thụy Sĩ (2009)

## Thư viện ảnh

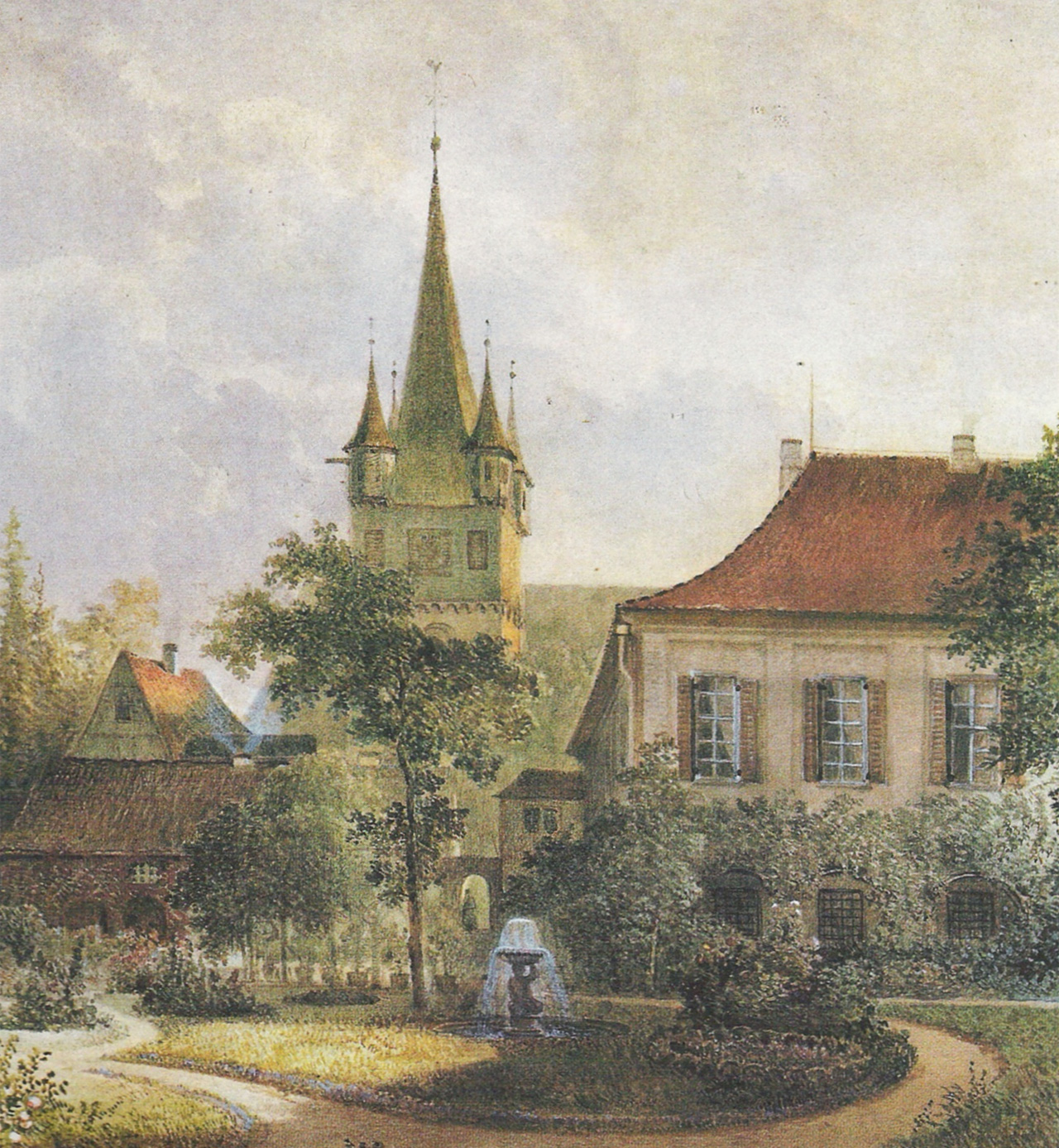
Quang cảnh từ công viên đến lâu đài và nhà thờ ở thị trấn, Pieter Francis Peters, 1851
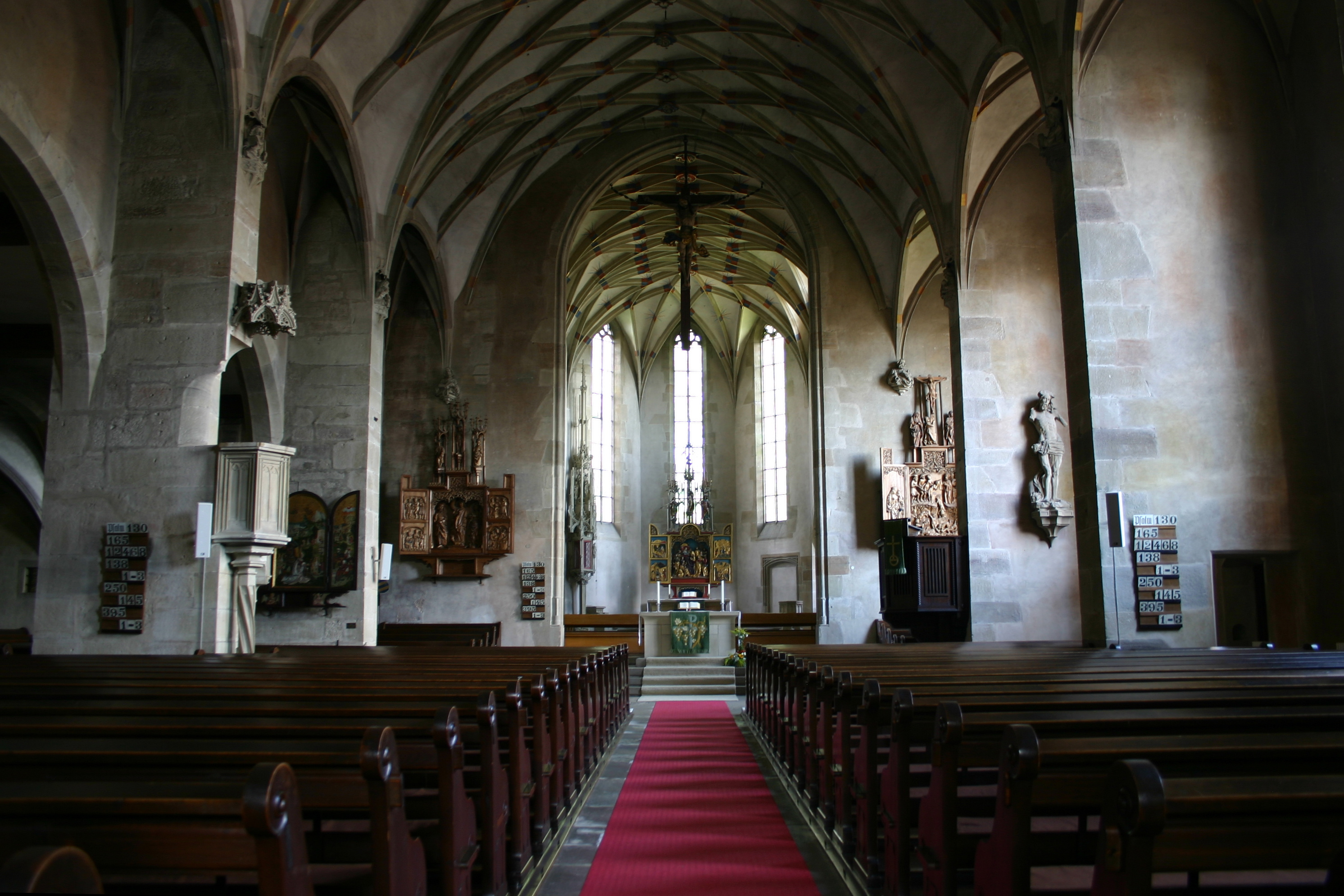
Bên trong nhà thờ giáo xứ Tin lành
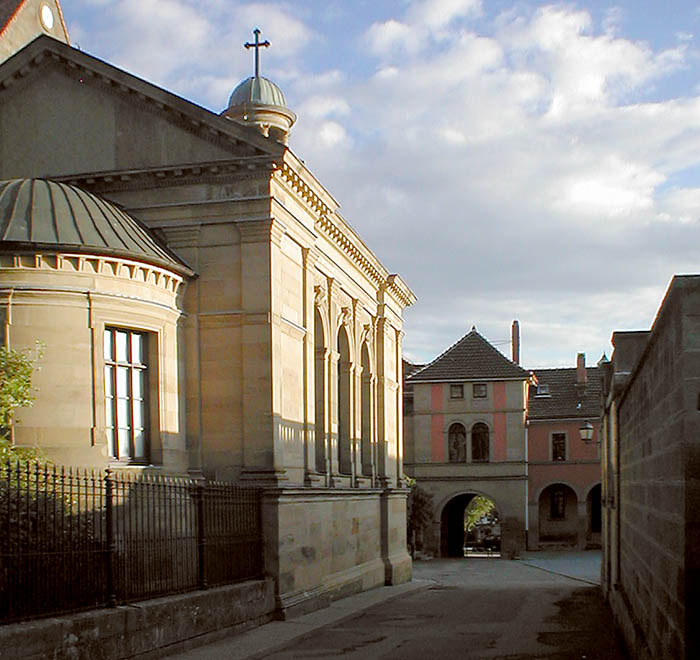
Lâu đài với nhà nguyện
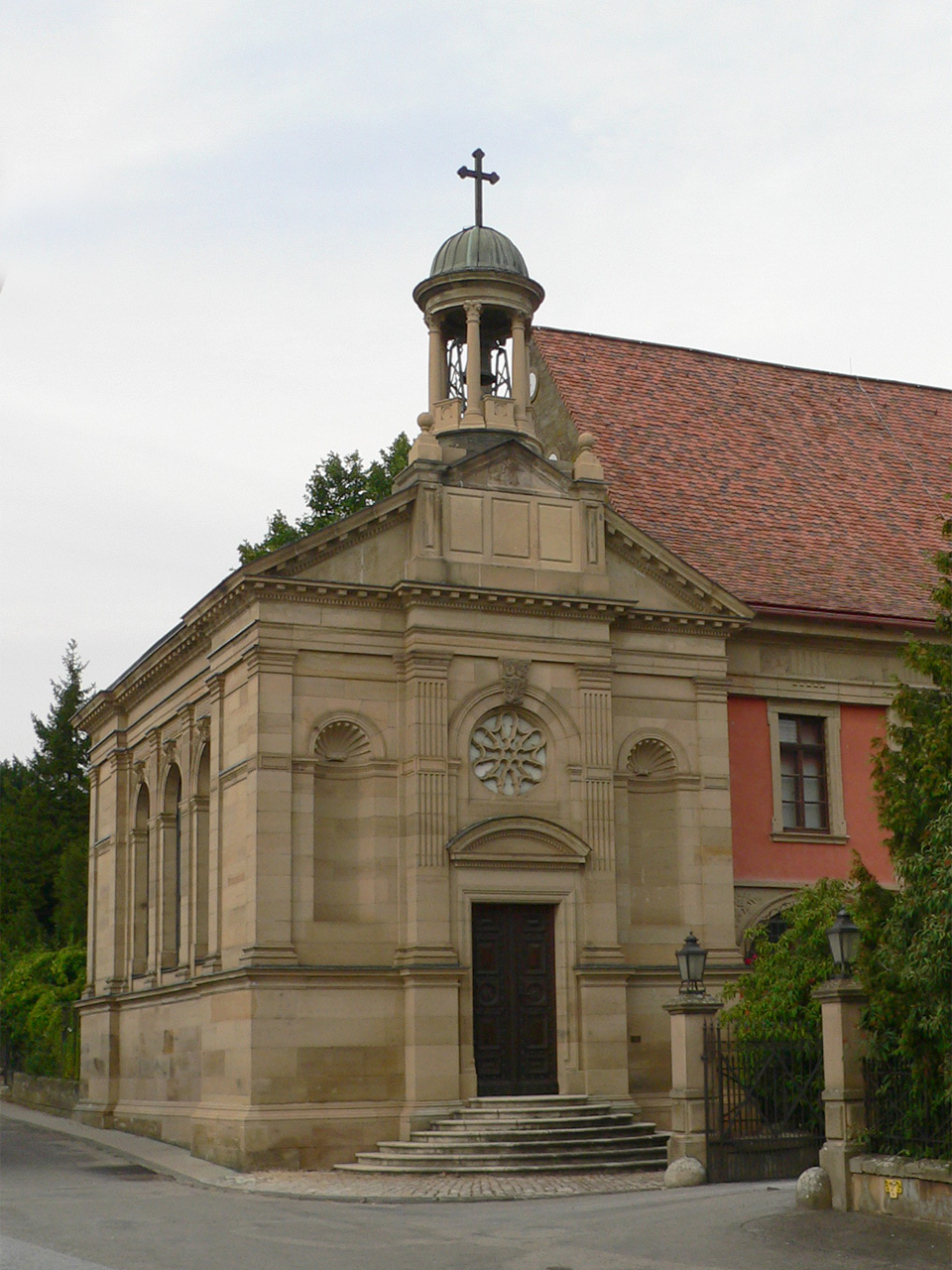
Nhà nguyện lâu đài
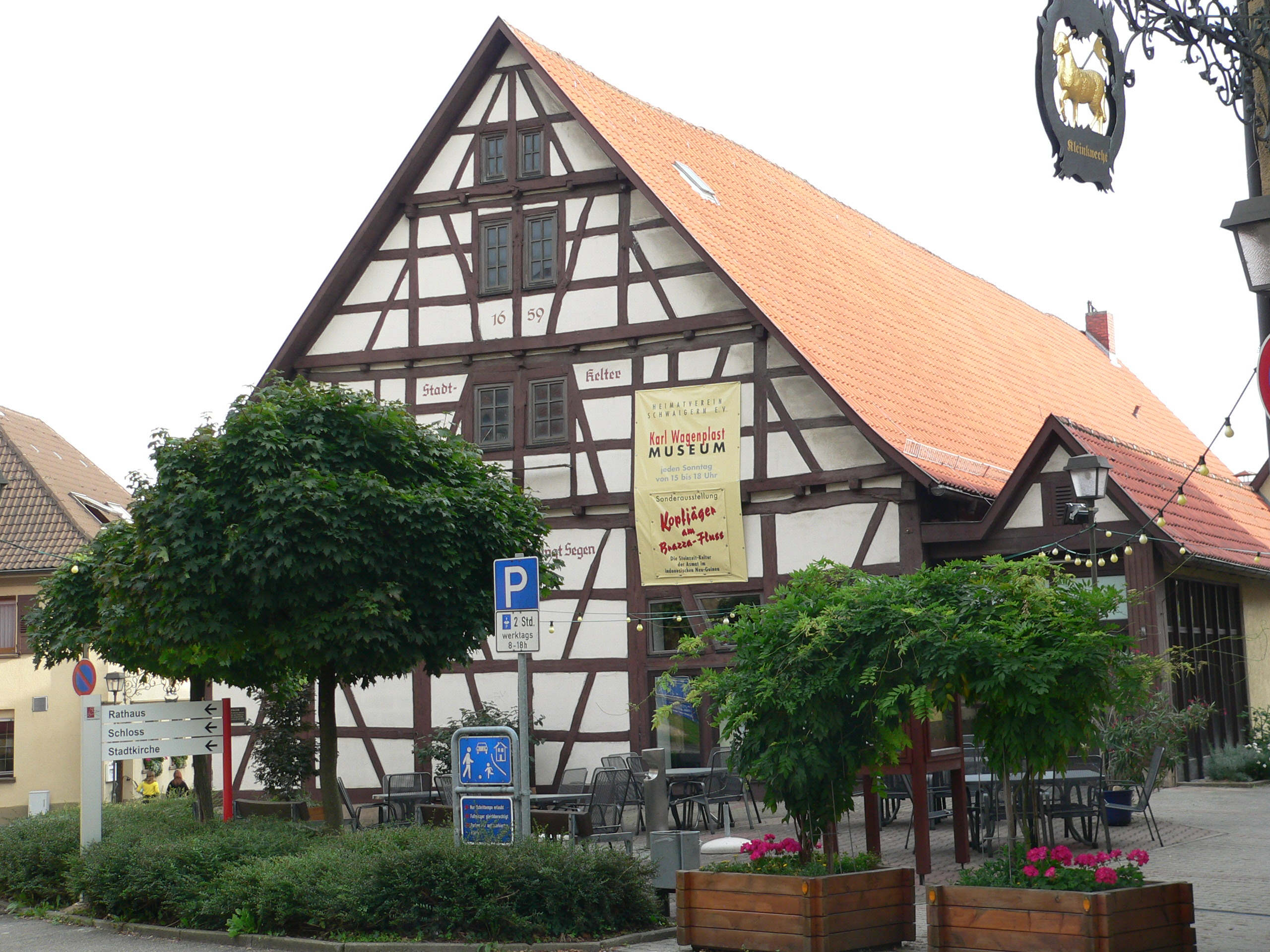
Xưởng ép rượu cũ, 1659
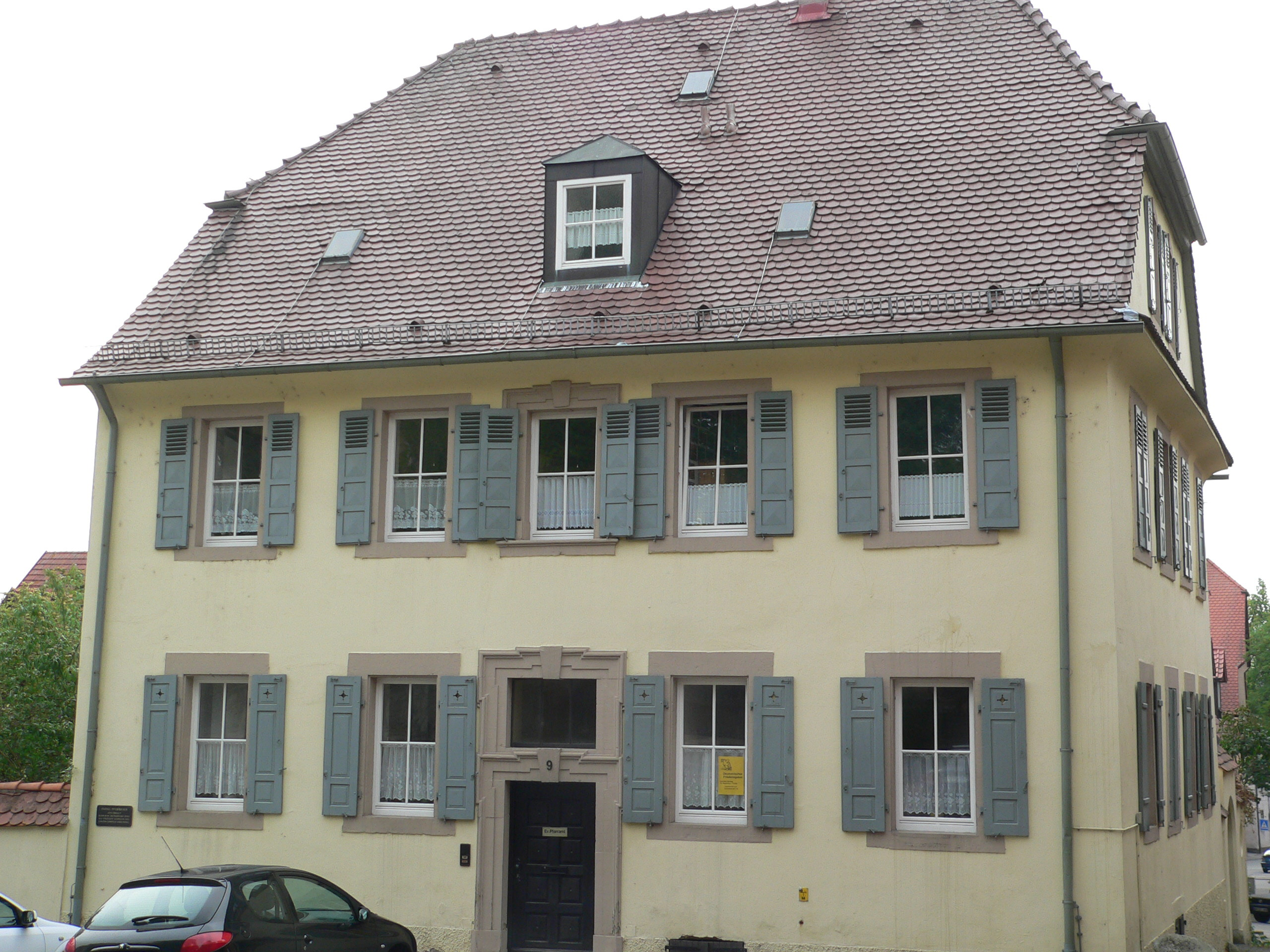
Vicarage, 1776
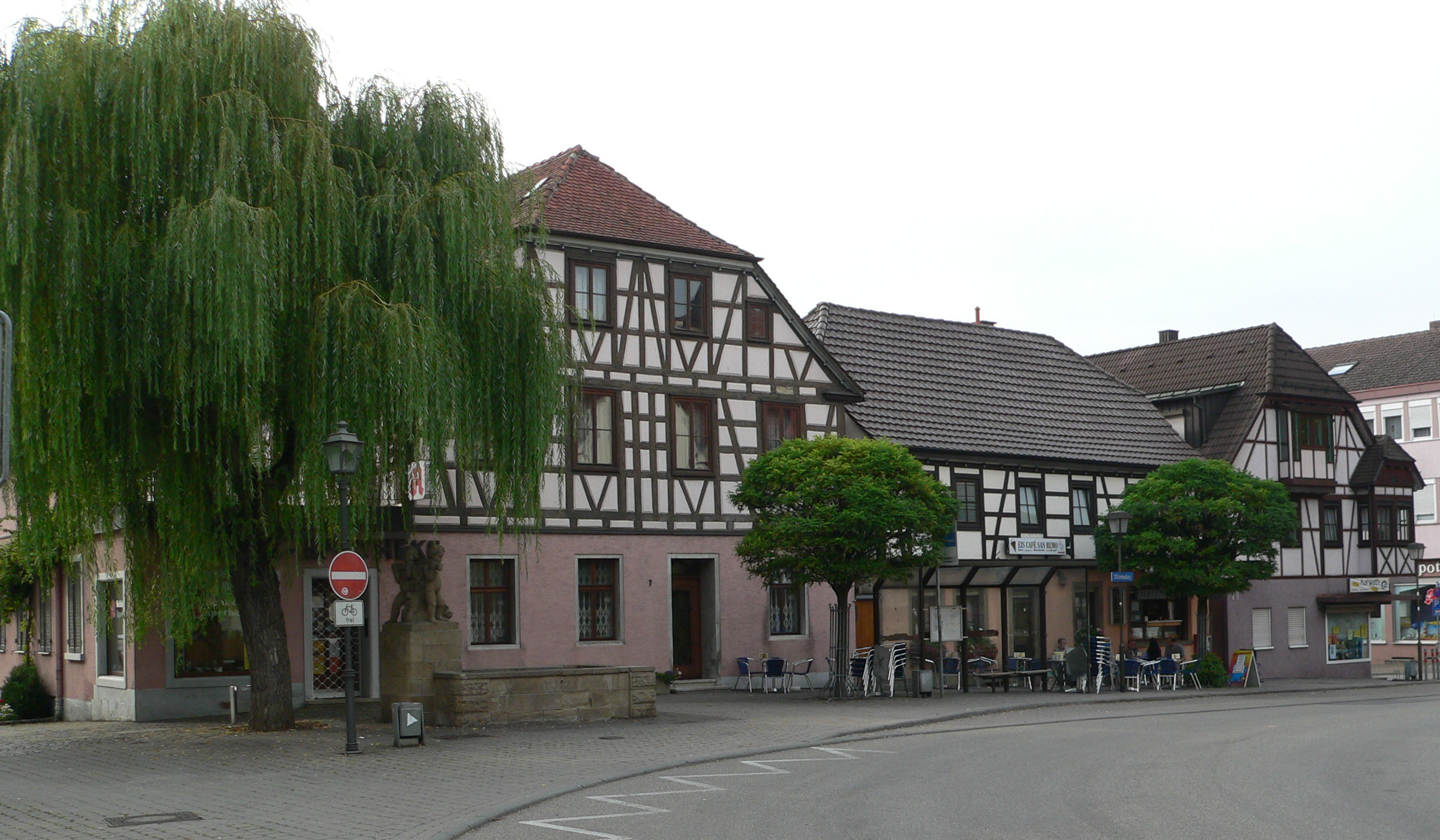
Dãy nhà cổ